# Nicolas Cordier (1567–1612)
Nicolas Cordier, född 1567 i Saint-Mihiel, död 29 november 1612 i Rom, var en fransk skulptör under barockepoken. Han kallades Il Franciosino, ”den lille fransmannen”.

## Biografi
Nicolas Cordiers första kända skulptur i Rom var en ängel för tvärskeppet i San Giovanni in Laterano, vilken han på uppdrag av påve Clemens VIII utförde för jubelåret 1600.
För kardinal Cesare Baronio skulpterade Cordier Den heliga Silvia att placeras i Oratorio di Santa Silvia vid kyrkan San Gregorio Magno al Celio. För Cappella Aldobrandini i basilikan Santa Maria sopra Minerva utförde han bland annat Den helige Sebastian. Kardinal Alessandro de' Medici, sedermera påve Leo XI, beställde skulpturen Den heliga Agnes för basilikan Sant'Agnese fuori le Mura.
Cordier var ledamot av Accademia di San Luca, Accademia dei Virtuosi al Pantheon och Università dei Marmorari.
Nicolas Cordier avled 1612 och är begravd i Santissima Trinità dei Monti.

## Verk i urval
- Henrik IV (1608) – San Giovanni in Laterano[1][2]
- Den heliga Silvia (1603–1604) – Oratorio di Santa Silvia, San Gregorio Magno al Celio[3][4]
- Påve Paulus V:s byst – Gamla sakristian, San Giovanni in Laterano[5]
- Den helige Sebastian (1604) – Cappella Aldobrandini, Santa Maria sopra Minerva[6][7]
- Gravmonument över Lesa Deti – Cappella Aldobrandini, Santa Maria sopra Minerva[6]
- David – Cappella Paolina, Santa Maria Maggiore[8]
- Aron – Cappella Paolina, Santa Maria Maggiore[9]
- Den helige Bernhard av Clairvaux – Cappella Paolina, Santa Maria Maggiore[9]
- Den helige Atanasius – Cappella Paolina, Santa Maria Maggiore[8]
- Den heliga Agnes (1605) – Sant'Agnese fuori le Mura[10]
- Den helige Petrus (byst) – San Sebastiano fuori le Mura[11]
- Den helige Paulus (byst) – San Sebastiano fuori le Mura[11]

## Bilder
| - Henrik IV, San Giovanni in Laterano. - Oratorio di Santa Silvia. - David, Santa Maria Maggiore. - Gravmonument över Lesa Deti, Santa Maria sopra Minerva. |